# Rejon kargasokski
Rejon kargasokski (ros. Каргасокский район) – jednostka terytorialna w Rosji, najrozleglejsza w obwodzie tomskim. Centrum administracyjne – wieś Kargasok.